# Bodiluddelingen 1964
Bodiluddelingen 1964 blev afholdt i 1964 i Imperial i København og markerede den 17. gang at Bodilprisen blev uddelt.

## Vindere
| Bedste mandlige hovedrolle         | Bedste kvindelige hovedrolle         |
| ---------------------------------- | ------------------------------------ |
| - Ole Wegener for Sekstet          | - Laila Andersson for Gudrun         |
| Bedste mandlige birolle            | Bedste kvindelige birolle            |
| - ikke uddelt                      | - ikke uddelt                        |
| Bedste danske film                 | Bedste ikke-europæiske film          |
| - Gaden uden ende af Mogens Vemmer | - Dr. Strangelove af Stanley Kubrick |
| Bedste europæiske film             | Bedste dokumentarfilm                |
| - 8½ af Frederico Fellini          | - En ny virkelighed af Børge Høst    |

## Øvrige priser

### Æres-Bodil
- Fotograf Henning Kristiansen for fotografering af Hvad med os? og Selvmordsskolen.